# Hieronim Błażowski
Hieronim Saturnin Andrzej Błażowski herbu Sas (ur. 1806, zm. 1886) – powstaniec listopadowy.

## Życiorys
Syn Adama i Wiktorii. Brał udział w powstaniu listopadowym w stopniu porucznika w szeregach Pułku Jazdy Poznańskiej, za co 31 sierpnia 1831 został odznaczony Krzyżem Złotym Orderu Virtuti Militari.
Został pochowany na cmentarzu w Kamionce Strumiłowej.